# Attorney-General (Namibia)
Der Attorney-General (AG) in Namibia ist Mitglied des Kabinetts. Von 2005 bis 2015 war er in Personalunion auch Minister für Präsidentschaftsangelegenheiten. Amtsinhaber ist seit dem 22. März 2020 Festus Mbandeka.
Die Aufgaben des AG liegen im Kapitel 9, Artikel 86 und Artikel 87 der Verfassung Namibias begründet. Er ist der verantwortliche Leiter des Büros des Generalstaatsanwaltes, erster Rechtsberater der Regierung und des Staatspräsidenten und Wächter der Verfassung.

## Bisherige Amtsinhaber
| Nr. | Name                    | Kabinett                         | Amtsantritt | Amtsende |
| --- | ----------------------- | -------------------------------- | ----------- | -------- |
| 1   | Hartmut Ruppel          | Nujoma I                         | 1990        | 1995     |
| 2   | Vekuii Rukoro           | Nujoma II                        | 1995        | 2000     |
| 3   | Ngarikutuke Tjiriange   | Nujoma III                       | 2000        | 2001     |
| 4   | Pendukeni Iivula-Ithana | Nujoma III Pohamba I             | 2001        | 2008     |
| 5   | Albert Kawana           | Pohamba II                       | 2008        | 2015     |
| 6   | Sacky Shangala          | Geingob I                        | 2015        | 2018     |
| 7   | Albert Kawana           | Geingob I                        | 2018        | 2020     |
| 8   | Festus Mbandeka         | Geingob II Mbumba Nandi-Ndaitwah | 2020        |          |